# Park Kul'tury-Radial'naja
Park Kul'tury (in russo Парк Культу́ры, letteralmente Parco della Cultura?) è una stazione della Metropolitana di Mosca, situata sulla Linea Sokol'ničeskaja. Prende il nome dal Parco Gor'kij, situato sul fiume Moscova, e la stazione è stata inaugurata insieme alle altre della prima tratta della metropolitana moscovita il 15 maggio 1935.

## Storia
La costruzione della stazione ebbe inizio nella primavera del 1933. Sin dall'inizio fu chiaro che la costruzione non sarebbe stata un lavoro semplice, in quanto, essendo a qualche centinaio di metri dalla Moscova, il suolo era particolarmente paludoso, con la falda acquifera ben al di sopra dell'altezza prevista per il soffitto.
La stazione si trova al di sotto di Piazza Crimea (Krymskaja Ploščad') all'intersezione tra l'anello dei giardini, via Ostoženka e Komsomol'skij prospekt, e pertanto risulta essere un punto molto trafficato della città. Prima dell'inizio degli scavi, furono installate gabbie metalliche lungo il perimetro, e fu fatta abbassare la falda acquifera fino a un'altezza che consentisse i lavori. Questo lavoro fu necessario per impedire l'allagamento dello scavo, che avrebbe tra l'altro portato anche alla distruzione delle abitazioni circostanti. Appena ciò fu completato, fu eretto al livello della strada un ponte in legno, per evitare di bloccare il traffico cittadino; inoltre, gran parte dei lavori furono svolti la notte, dato che i forti rumori dei macchinari avrebbero reso ancora più caotico il quartiere. Nonostante queste difficoltà la stazione fu completata in undici mesi, durante i quali furono rimossi 100.000 m³ di terreno, sostituiti da 25.000 m³ di cemento.
La stazione è a due piani, con quattro passaggi pedonali al di sopra dei binari. Gli architetti Krutikov e Popov scelsero una decorazione ispirata agli elementi dell'antica Grecia: lungo le banchine, vi sono due serie di 22 pilastri ricoperti in marmo crimeano Kadykovka, sormontate da capitelli. Lungo le mura vi è una serie di pilstri decorati a mosaico, che ripetono lo stile delle colonne accostandosi bene alle piastrelle in porcellana che ricoprono il resto delle mura. Nelle decorazioni, furono usati un totale di 1.500 e 200 m² rispettivamente di marmo e piastrelle in porcellana.
I sovrappassi pedonali, che conducono agli ingressi, sono decorati diversamente, con piastrelle metallo-plastiche, balaustre bianche con corrimano in marmo. Le mura dei corridoi che portano agli ingressi sono ricoperte in marmo bianco degli Urali koega.

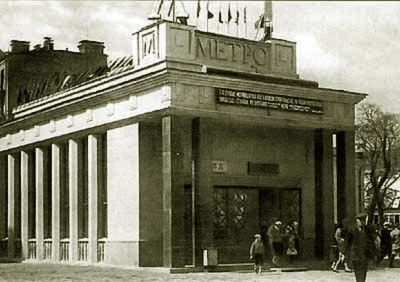
Ingresso originale in Piazza Krymskaja.

La stazione, in origine, aveva due ingressi uno dei quali era un edificio a sfera che ancora sorge all'incrocio tra le vie Ostoženka e Novokrymskij. Il secondo ingresso stava invece tra Komsomol'skij prospekt e Sadovoe Kol'co. La biglietteria era ricoperta in marmo bruno degli Urali ufaley, e contava quattro colonne ottagonali ricoperte in marmo bianco koelga; gli uffici stessi, invece, furono costruiti in quercia. L'ingresso fu chiuso nel 1949, quando ne venne costruito uno più grande che inglobò i vecchi corridoi; questo ingresso offre anche il collegamento con la Linea Kol'cevaja, aperta nel 1950.
La stazione è una delle poche della rete che è rimasta pressappoco immutata sin dalla sua costruzione (come Lubjanka o Čistye Prudy), ad eccezione per la ripavimentazione della banchina con il granito (al posto dell'asfalto originario) e del rinnovamento dell'illuminazione. Quest'ultima consisteva di bellissimi lampadari al centro, corredati da lampade semicircolari alle pareti; con l'introduzione delle lampade a luminescenza, tuttavia, i lampadari e le lampade furono completamente sostituiti. I nuovi elementi di illuminazione, riuscirono tuttavia a conglobarsi con la composizione architettonica dell'ambiente, riuscendo a non sembrare fuori luogo, come ad esempio a Kievskaja-Filëvskaja.
Quando nel 1935 venne aperta la stazione, andò a costituire il capolinea del ramo Frunze, costituente la prima tratta della metropolitana di Mosca (e dal 1938 la Linea Kirovsko-Furnzenskaja). Nonostante i progetti avessero previsto per la stazione quattro binari, ciò non venne realizzato. Nel 1957, con l'estensione del ramo Frunzenskij verso Sportivnaja, la stazione cessò di essere capolinea.
Attualmente la stazione sostiene un notevole flusso di passeggeri, che ammonta a 107.700 persone provenienti da Park Kul'tury sulla Linea Circolare, oltre a 9.650 che entrano dagli ingressi propri di Park Kul'tury-Radial'naja.

### Il nome
All'inaugurazione, la stazione aveva un nome ben più lungo: Central'nji Park Kul'tury i Otdycha imeni Gor'kovo (Parco Centrale della Cultura e del Riposo Maksim Gor'kij). Tuttavia, anche sulle cartine, veniva abbreviato in TsPKiO, e sono negli annunci vocali veniva fornito il nome intero. Nel 1980, con i Giochi Olimpici a Mosca, il nome fu abbreviato per evitare di doverlo pronunciare in tre lingue; alcuni cartelli riproducono ancora il nome originale.

## Attentato del 29 marzo 2010
Il 29 marzo 2010, questa stazione è stata oggetto di un attacco kamikaze, assieme alla stazione di Lubjanka. L'esplosione, avvenuta alle ore 8.38, ha mietuto molte vittime.